# 54e armée (Japon)
La 54e armée (第54軍, Dai-go-jū-yon gun) est une unité de l'armée impériale japonaise basée dans la préfecture d'Aichi à la toute fin de la Seconde Guerre mondiale.

## Histoire
La 54e armée est créée le 19 juin 1945 et placée sous le contrôle de la 13e armée régionale dans le cadre des tentatives désespérées du Japon d'empêcher une invasion américaine du centre de Honshū durant l'opération Downfall. Elle est basée à Shinshiro dans la préfecture d'Aichi et a pour principale mission de garder les plages de Nagoya et de la région du Chūbu pour éviter qu'elles ne servent de tête de pont aux Alliés. Elle est principalement composée de réservistes sous-entraînés, d'étudiants conscrits, et de miliciens locaux des corps combattants des citoyens patriotiques. La plupart de ses unités sont encore en formation et n'ont ni armes ni munitions au moment de la dissolution de l'armée lors de la reddition du Japon le 15 août 1945. Elle n'aura vu aucun combat.

## Commandement
|                   | Nom                                | De            | À                 |
| ----------------- | ---------------------------------- | ------------- | ----------------- |
| Commandant        | Lieutenant-général Nobuo Kobayashi | 15 juin 1945  | 15 août 1945      |
| Chef d'État-major | Major-général Morihiko Hanamoto    | 1er juin 1945 | 20 septembre 1945 |